# Iodwasserstoffsäure
Iodwasserstoffsäure ist eine Lösung von Iodwasserstoff (HI) in Wasser. Ihre Salze heißen Iodide. Sie ist nach Flusssäure, Salzsäure und Bromwasserstoffsäure das vorletzte Glied in der Reihe der Halogenwasserstoffsäuren. Die Säurestärke nimmt innerhalb der Hauptgruppe zu. Allerdings ist Iodwasserstoffsäure nicht nur die stärkste stabile Halogenwasserstoffsäure (nach dem instabilen Astatwasserstoff), sondern auch die stärkste bekannte stabile sauerstofffreie Säure überhaupt (vgl.: Säurestärke).
In den Handel kommt Iodwasserstoffsäure meist als 57-prozentige Säure.

## Synthese
Iodwasserstoffsäure kann wie folgt hergestellt werden:
Ein Syntheseweg erfolgt mittels Verdrängungsreaktion. Hierbei wird die Iodwasserstoffsäure mittels einer starken Säure (Phosphorsäure) aus ihrem Salz (Kaliumiodid) freigesetzt und anschließend abdestilliert. Es entsteht Iodwasserstoff und ein Phosphorsalz des Kaliums, Kaliumphosphat.
{\displaystyle \mathrm {3\ KI+H_{3}PO_{4}\longrightarrow 3\ HI+K_{3}PO_{4}} }
Kaliumiodid und Phosphorsäure reagieren zu Iodwasserstoff und Kaliumphosphat.
Eine weitere Synthese ist durch Oxidation von Schwefelwasserstoff mit Iod möglich. Dabei flockt elementarer Schwefel aus, während der Iodwasserstoff gelöst bleibt. Der Schwefel kann anschließend abfiltriert werden.
{\displaystyle \mathrm {I_{2}+H_{2}S_{aq}\longrightarrow 2\ HI_{aq}+S\downarrow } }
Iod und Schwefelwasserstoff reagieren in wässriger Lösung zur Iodwasserstoffsäure und Schwefel, der in wässriger Lösung ausflockt.
Eine weitere Synthese von Iodwasserstoff erfolgt mittels eines Zweischritt-Prozesses:
Zuerst wird Iod mit Phosphor in einer sauerstoffarmen Umgebung verbrannt. Anschließend wird das entstandene Phosphortriiodid langsam in Wasser gegeben.
{\displaystyle \mathrm {2\ P+3\ I_{2}\longrightarrow 2\ PI_{3}} }
Phosphor und Iod reagieren zu Phosphortriiodid.
{\displaystyle \mathrm {2\ PI_{3}+6\ H_{2}O\longrightarrow 6\ HI+2\ H_{3}PO_{3}} }
Phosphortriiodid und Wasser reagieren stark exotherm unter der Bildung von Iodwasserstoffsäure und Phosphonsäure.

## Nachweis
Der Nachweis der Iodidionen kann mit Silbernitrat-Lösung vorgenommen werden. Hierbei wird ein gelber, äußerst schwerlöslicher Niederschlag von Silberiodid beobachtet. Dieser ist um Zehnerpotenzen schwerer löslich als jener der anderen Silberhalogenide. Deshalb wird bei Zugabe von gesättigter Silberchlorid-Lösung zu einer iodidhaltigen Lösung ein Niederschlag beobachtet.

## Sicherheitshinweise
Iodwasserstoffsäure wirkt auf Haut, Atemwege und Schleimhäute stark reizend. Sie ist als starke Säure in der Lage lebendes Gewebe zu zerstören (Verätzung). Schwere, schlecht oder gar nicht heilende Verletzungen können die Folge einer Iodwasserstoffsäureverätzung sein.